# Tord Foleson
Tord Foleson (988 - 1030) fue un vikingo de Møre og Romsdal, Noruega, que participó en la batalla de Stiklestad al lado del rey Olaf II el Santo como portaestandarte real, murió en el campo de batalla manteniendo el estandarte en pie. Irónicamente era yerno de Einar Tambarskjelve, uno de los opositores al reinado del rey Olaf.
Su figura pasaría desapercibida si no fuese por un poema que le dedicó el poeta noruego Per Sivle (1857–1904) como inspiración para loar el heroísmo y sacrificio en la batalla. El poema fue usado en un memorial para todos los caídos en el campo de concentración de Bergen-Belsen.

## Herencia
Fruto de su matrimonio con Alof Einarsdatter (n. 991), nació Sigrid [Gudrun] Thordsdatter (n. 1028), que sería esposa de Skofte Ogmundsson.